# Norbert Maria Kubiak
Norbert Maria Kubiak OP (* 10. November 1892 in Magdeburg; † 20. April 1942 im KZ Sachsenhausen) war ein deutscher römisch-katholischer Ordensbruder, Dominikaner und Märtyrer.

## Leben
Johann Kubiak wuchs in Magdeburg als Sohn eines Maschinen- und Anlagenführers auf. Er besuchte eine kaufmännische Fortbildungsschule und arbeitete als Handelsgehilfe. Am 13. April 1913 trat er in Venlo in das Collegium Albertinum mit Noviziat der Dominikaner ein und erhielt den Ordensnamen Norbert Maria. Von Januar 1915 bis November 1918 leistete er Kriegsdienst. Ab 1919 lebte er im Dominikanerkloster St. Joseph in Düsseldorf. Seine ewigen Gelübde legte er am 5. April 1924 ab und war anschließend Koch in den Klöstern Meckinghoven, Köln und Venlo (ab 1926). Ab 1934 war er Fahrer des Provinzials in Köln. Nach kurzem neuerlichem Aufenthalt in Venlo (1938) wurde er im Januar 1939 in das Kloster St. Paulus in Berlin-Moabit versetzt.
1941 wurde er wegen abfälliger Bemerkungen über die Nationalsozialisten verhaftet und in das KZ Sachsenhausen (Häftlingsnummer: 39965) eingewiesen. Dort starb er am 20. April 1942.

## Gedenken
Die deutsche Römisch-katholische Kirche hat Norbert Maria Kubiak als Märtyrer aus der Zeit des Nationalsozialismus in das deutsche Martyrologium des 20. Jahrhunderts aufgenommen.
Zu seiner Erinnerung wurden zwei Stolpersteine verlegt, in Berlin-Moabit (Mai 2004, Oldenburger Str. 46), sowie in Köln (Lindenstr. 45).

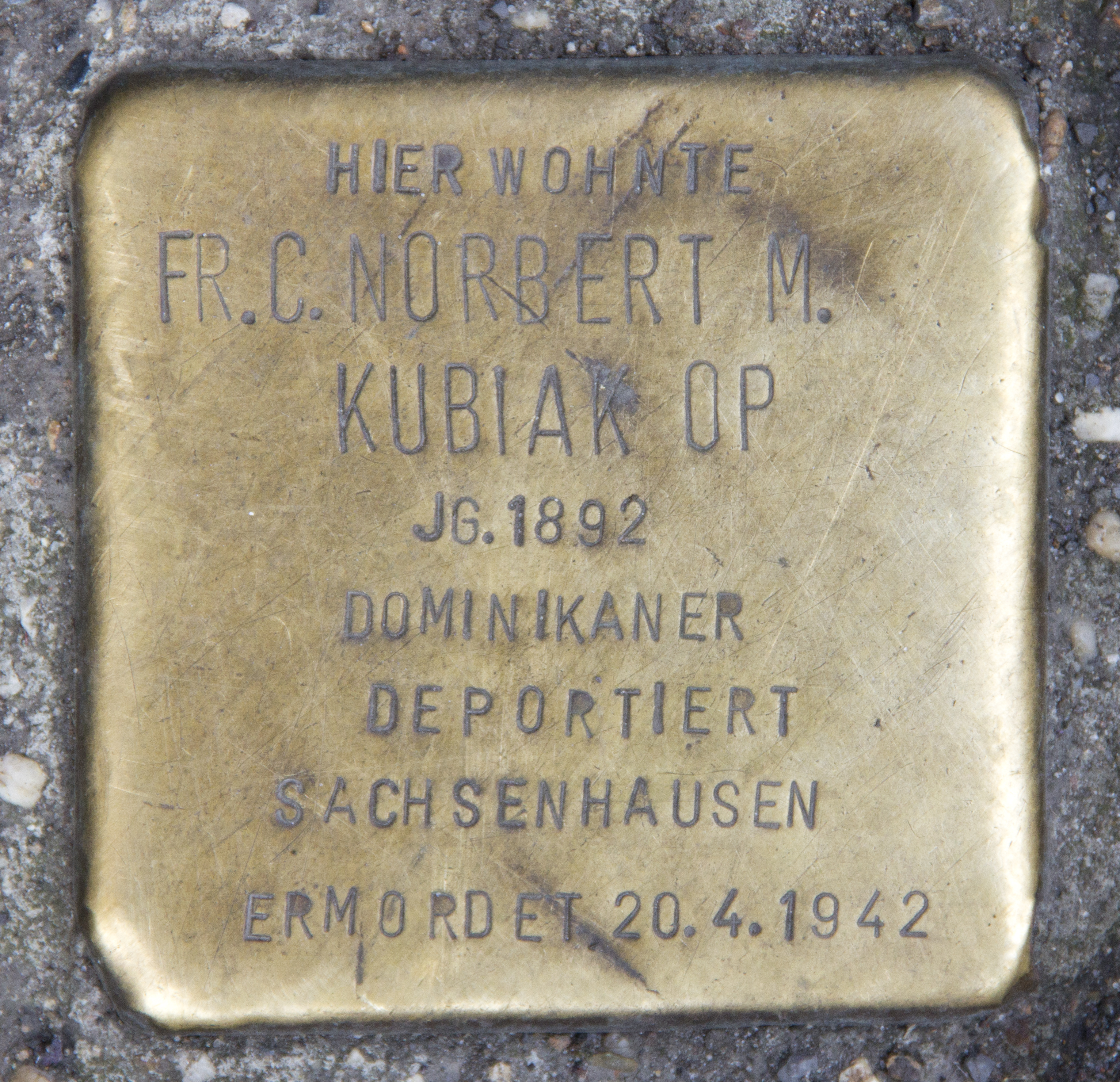
Stolperstein in Berlin-Moabit
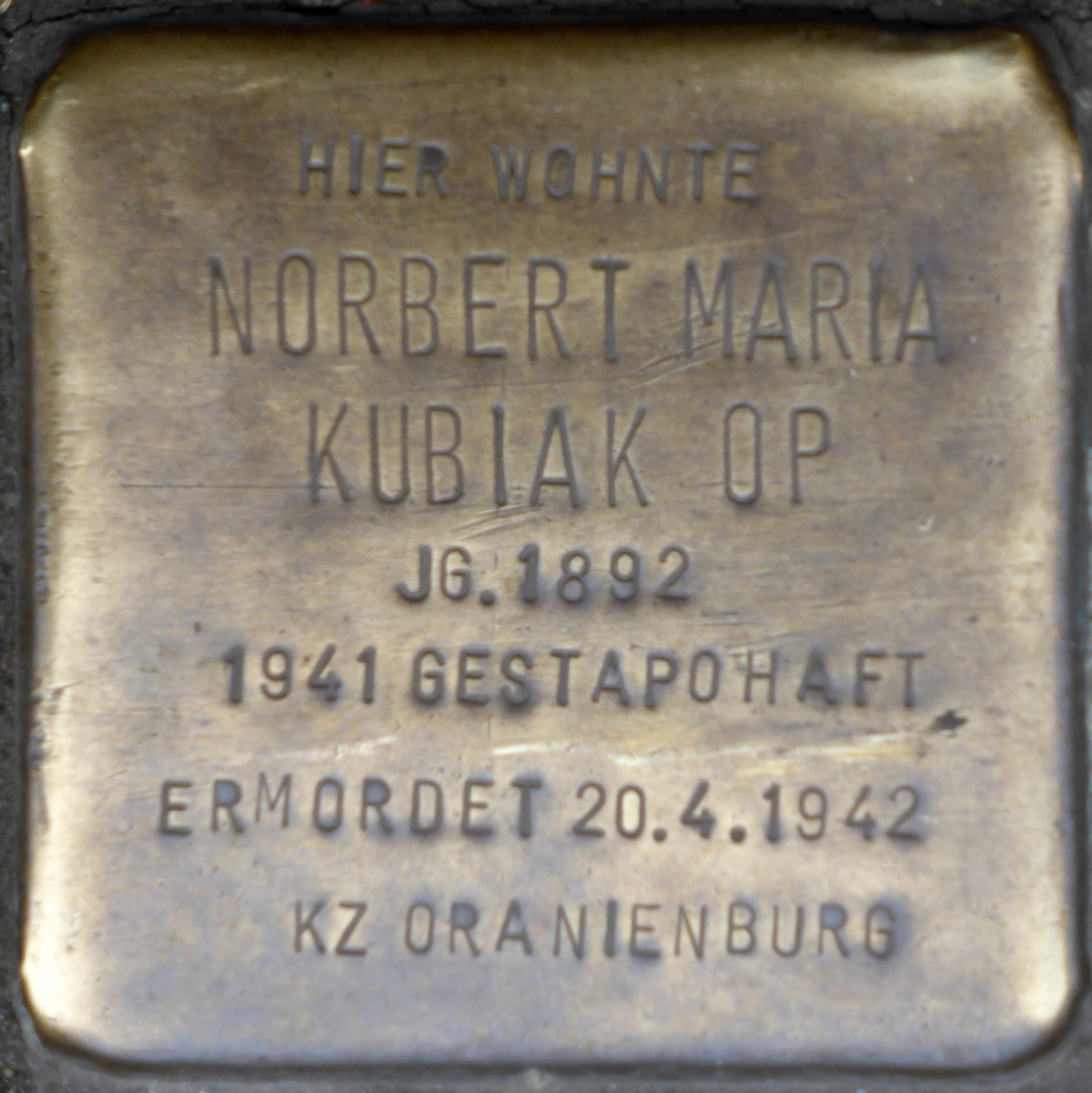
Stolperstein in Köln